# Flugtechnik & Leichtbau eta
Il Flugtechnik & Leichtbau Eta è un aliante da competizione prodotto dall'azienda tedesca Flugtechnik & Leichtbau dall'anno 2000.
L'Eta detiene il record per la maggior apertura alare e per la maggior efficienza.

## Storia

### Sviluppo
L'Eta è stato progettato e testato in Germania dalla Flugtechnik & Leichtbau.
Il primo esemplare venne portato in volo per la prima volta il 31 luglio 2000, alle 13:19, a Cochstedt, (Germania), librandosi a 2 metri d'altezza; nei successivi due voli di test non mostrò problemi, decollando autonomamente ed arrivando ad una quota di 1500 m; ma durante i test sulla vite, necessari per la certificazione, si danneggiò, obbligando i due piloti a lanciarsi con il paracadute.
La casa costruttrice presentò ufficialmente questo aliante Open Class il 1º agosto dello stesso anno, con un semplice slogan:
"l'Eta è il miglior veleggiatore oggi disponibile, e lo sarà solo per un gruppo ristretto di clienti".
Infatti ad oggi sono stati consegnati solo 7 esemplari, ad un prezzo di circa 500 000 euro ciascuno.
Ha partecipato ad un campionato del mondo nel 2003 a Leszno. Il pilota Janusz Centka vinse cinque giornate, raggiungendo il secondo posto. Buoni piazzamenti sono stati raggiunti anche nelle successive gare.

## Descrizione tecnica

### Tecnologia
Il progetto nasce e si sviluppa seguendo un'unica filosofia: percorrere grandi distanze in un tempo limitato quando le condizioni ambientali lo permettono; avere quindi prestazioni di veleggiatore elevate a velocità elevate, passando gran parte del tempo di volo in planata.
Un aliante quindi concepito sia per le basse che per alte velocità, con inoltre una buona manovrabilità.
È dotato di flap ed ha un'efficienza teorica massima pari a 72, peso massimo al decollo 920 kg con un carico alare di 500 N/m² ed una VNE di 280 km/h.
L'Eta ha un'apertura alare superiore ai 30 m, per una superficie alare di 18,6 m2: questo, assieme ad una particolare cura per la scelta e progettazione del profilo alare, conferisce una notevole efficienza al velivolo, dato che maggiore è l'allungamento alare, minore è la resistenza indotta.
Vi sono però dei limiti alle grandi aperture alari: prima di tutto strutturali, dovuti anche alle notevoli forze cui le superfici possono essere sottoposte in manovra; ma anche operativi, in quanto un'elevata apertura alare rende l'aliante placido, limitandone le capacità di manovra.
Un limite è comportato dal basso peso massimo ammesso in decollo.
L'azienda produce su richiesta anche una versione motorizzata per il decollo autonomo, equipaggiata con un motore Solo 2625 da 47 kW.